# Daisuke Gōri
Daisuke Gōri (郷里 大輔 Gōri Daisuke?) (8 de febrero de 1952 - 17 de enero de 2010) fue un reconocido seiyū de Tokio. Al momento de su muerte, era representado por Aoni Production, y anteriormente estuvo vinculado a TV Talent Center Tokyo, Yoshizawa Theatre School y Mausu Promotion. Su verdadero nombre, así como su antiguo nombre artístico, era Yoshio Nagahori (長堀 芳夫 Nagahori Yoshio?).

## Vida personal
Gōri fue un amigo cercano del también seiyū Kazuhiko Inoue. De acuerdo con algunos compañeros, el actor venía padeciendo una diabetes mellitus. Años antes de su fallecimiento, el actor sufrió en su visión un desprendimiento de retina como resultado de la enfermedad.

## Muerte
El 17 de enero de 2010 hacia las 3:00 p. m. (JST), fue encontrado muerto boca abajo, por un transeúnte que pasaba por el lugar, en una calle de Nakano (en Tokio) con una serie de cortes a la altura de la muñeca. La policía investigó el caso como suicidio. Versión que fue confirmada puesto que junto al cadáver además del arma usada para el suicidio (un cuchillo), se encontró una nota que contenía las siguientes palabras: Gracias (ありがとう Arigatō?) y  lo siento (ごめんね Gomenne?) dirigida a su familia la cual fue encontrada en el bolsillo de su pantalón.

## Roles de voz

### Animes
- Angel Links (Exiade Leego)
- Ashita no Joe 2 (Kichi -ep 38-) (como Yoshio Nagahori)
- Bleach (Dondochakka Bilstin)
- Cowboy Bebop (Fatty River)
- Cutie Honey (Narrador)
- Dragon Ball (Umigame, Ox King, Colonel Yellow, Cymbal, Drum, Yaochun, Inoshikachō, Gora, Voces Adicionales)
- Dragon Ball Z (Umigame, Ox King, Enma Daio, Mister Satan, King Cold, Vinegar, Voces Adicionales)
- Dragon Ball GT (Umigame, Mister Satan, Enma Daio, Black Smoke Dragon, Voces Adicionales)
- Dragon Quest (Dodonga)
- Entaku no Kishi Monogatari: Moero Arthur (Perceval)
- Final Fantasy: Unlimited (Fungus)
- Fist of the North Star (Uighur, the Warden)
- Fullmetal Alchemist (Dominic)
- GeGeGe no Kitarō (1985~1988, 2007) (Enma-Daiō)
- GeGeGe no Kitarō (1996~1998) (Shu no Bon, Yashi Otoshi)
- Ginga: Nagareboshi Gin (Moss el Mastiff Inglés)
- InuYasha (Kyokotsu)
- Kinnikuman (Robin Mask, Black Hole, Ashuraman, otros)
- Lilo & Stitch: La Serie (Cobra Bubbles, Experiment 627)
- Looney Tunes (Yosemite Sam)
- MÄR (Kouga)
- Mobile Suit Gundam (Dozle Zabi)
- Mobile Suit Zeta Gundam (Bask Om)
- One Piece (Dorry, Rockstar, Jinbe)
- Patlabor (Hiromi Yamazaki)
- Pokémon (Mikio)
- Saint Seiya (Silver Saint de Heracles, Heracles Algethi)
- Sakigake!! Otokojuku (Heihachi Edajima, Narrador)
- Samurai Champloo (Matsunosuke Shibui)
- Sgt. Frog (Eddy Hong)
- Shijō Saikyō no Deshi Kenichi (Shirahama Mototsugu)
- Slayers (Ruby Eye Shabranigdo, Garundia)
- Stitch! (Experiment 627)
- The Snow Queen (Bandit leader)
- Timón y Pumba (Señor Bear)
- Topo Gigio (Megaro)
- Transformers: Super-God Masterforce (Skullgrin)
- Ultimate Muscle (Robin Mask)
- Yakitate!! Japan (Ortega, Episodio 29)
- Yu-Gi-Oh! GX (Kumazō Maeda)

### OVAs
- Gunsmith Cats (George Black)[3]
- Guyver (Derzerb)
- Ninja Gaiden OVA (Jeff Hammond)
- Tekken: The Motion Picture (Heihachi Mishima)
- Transformers: Zone (Violenjiger, Trypticon)
- Ushio y Tora (Padre de Asako)
- Ys (Norton)

### Películas
- Patlabor: la película (Hiromi Yamazaki)
- Patlabor 2: la película (Hiromi Yamazaki)
- A Bug's Life (Dim)
- Bionicle 2: Legends of Metru Nui (Krekka)
- Brother Bear (Tug)
- Dragon Ball: Makafushigi Daibōken (Umigame)
- Buscando a Nemo (Bruce el Selachimorpha)
- Dragon Ball: Saikyō e no michi (Umigame)
- Dragon Ball: Majinjō no Nemuri Hime (Umigame, Ghastel)
- Dragon Ball: Shenron no Densetsu (Umigame)
- Dragon Ball Z: Kono yo de ichiban tsuyoi yatsu (Misokattsun, Umigame)
- Dragon Ball Z: Fukkatsu no fusion!! Gokū to Vegeta (Mr. Satán)
- Dragon Ball Z: Ginga Giri-Giri!! Butchigiri no sugoi yatsu (Mr. Satán)
- Dragon Ball Z: Chō saiyajin da Son Gokū (Dorodabo)
- Dragon Ball Z: Super senshi gekiha!! Katsu no wa ore da (Mr. Satán)
- El libro de la selva (Baloo)
- Hokuto no Ken Shin Kyuseishu Densetsu (Fudo)
- Kung Fu Panda (Comandante Vachir)
- Street Fighter II: The Animated Movie (E. Honda)

### Videojuegos
- Ace Combat 5: The Unsung War (Coronel Orson Perrault)
- Baten Kaitos Origins (Wiseman)
- The Bouncer (Volt Krueger)
- Capcom Fighting Evolution (Leo)
- Dead or Alive (Bass Armstrong)
- Dead or Alive 2 (Bass Armstrong)
- Dead or Alive 3 (Bass Armstrong)
- Dead or Alive 4 (Bass Armstrong)
- Death by Degrees (Heihachi Mishima)
- Serie Dragon Ball Z: Budokai (Mr. Satán)
- Dragon Ball Z: Budokai Tenkaichi (Mr. Satán, Ox King)
- Dragon Ball Z: Budokai Tenkaichi 2 (Mr. Satán, Ox King, Drum)
- Dragon Ball Z: Budokai Tenkaichi 3 (Mr. Satán, King Cold)
- Drakengard (Manah, Voz de Dios)
- Final Fantasy XII (Gilgamesh)
- Genji: Dawn of the Samurai (Taira no Kiyomori)
- Jak II (Barón Praxis, Mog)
- Metal Gear Solid 2: Sons of Liberty (Scott Dolph)
- Metal Gear Solid: Portable Ops (Lt. Cuninnham)
- Namuko kurosu Kapukon (Heihachi Mishima)
- Ninja Gaiden 2 (Volf)
- Red Earth (Leo, Kongou, Valdoll)
- Samurai Warriors (Takeda Shingen)
- Shadow Hearts (Cardinal Albert Simon)
- Shadow Hearts: Covenant (Cardinal Albert Simon)
- Shining Tears (Lazarus)
- Sonic the Hedgehog (serie) - Fang the Sniper
- Soulcalibur (Edge Master)
- Soulcalibur II (Heihachi Mishima)
- Star Fox 64 (General Pepper, Andorf, Pigma Dengar, otros)
- Star Fox: Assault (Pigma Dengar)
- Tales of Rebirth (Torm)
- Tekken 3 (Heihachi Mishima)
- Tekken Tag Tournament (Heihachi Mishima)
- Tekken Advance (Heihachi Mishima)
- Tekken 4 (Heihachi Mishima)
- Tekken 5 (Heihachi Mishima)
- Tekken 5: Dark Resurrection (Heihachi Mishima)
- Tekken 6 (Heihachi Mishima)
- Tekken 7 (Heihachi Mishima) (voz de metraje archivado)
- Tenchu: Wrath Of Heaven (Ganda)
- Time Crisis 4 (El Jefe de la V.S.S.E., Primera Teniente Jack Mathers)

### Roles de Doblaje
- 60 segundos (The Sphinx)
- A bridge too far (Günther Blumentritt)
- Casper (Fatso)
- CHiPs (Officer Gene Fritz)
- Die Hard 2 (Major Grant)
- Force 10 From Navarone (Drazak)
- Los Goonies (Edición TV) (Sloth Fratelli, policeman)
- Lethal Weapon 3 (Edición TV Asahi) (Tyrone)
- Power Rangers: la película (Lord Zedd)
- On Deadly Ground (Otto)
- Rocky III (Thunderlips)
- The Running Man (Dynamo)
- Thomas y sus amigos (Diesel, Barber, Spiteful Breakvan, Esposa de jefe estación, Bulgy, Old Stuck Up)

### Comerciales de televisión
- Toon Disney (Narrador de Jetix)